# 大畠清
大畠 清（おおはた きよし、1904年 - 1983年）は、日本の宗教学者、東京大学名誉教授。

## 経歴
1928年、東京帝国大学宗教学科卒。1936年、東京帝国大学講師、1947年助教授、1953年教授。1965年定年退官、名誉教授。
古代ユダヤ教、ヘブライ史を専門とした。

## 著書
- 宗教学叢書 第5 基督時代のユダヤ教 基督時代・上 春秋社、1933
- イエス時代史の研究 イエス時代のユダヤ教の研究を中心とせる 要書房、1950.
- 万葉人の宗教 山本書店、1979.2.
- 預言者と[メシア]の研究 山本書店、1980.2.
- イエス時代-「知恵」の系譜 山本書店、1982.8.
- 宗教現象学 山本書店、1982.9.

## 共著
- 世界歴史大系　第14 西洋古代史 第1　石橋智信,杉勇共著　平凡社、1936
- ヘブライ史 石橋智信共著. 平凡社、昭和22.

## 参考
- 「東大百年史　部局編・文学部」